# Ellobium aurismidae
Ellobium aurismidae е вид охлюв от семейство Ellobiidae. Видът не е застрашен от изчезване.

## Разпространение
Разпространен е във Виетнам, Индонезия (Бали, Калимантан, Малки Зондски острови, Малуку, Папуа, Сулавеси, Суматра и Ява), Китай, Мианмар, Папуа Нова Гвинея, Сингапур и Тайланд.